# Baga (geslacht)
Baga is een geslacht van schietmotten van de familie Philopotamidae.

## Soorten
- B. bakharica ID Sukatsheva, 1992
- B. pumila ID Sukatsheva, 1992